# Clive Granger
Clive William John Granger (Swansea, 4 september 1934 - La Jolla (Californië), 27 mei 2009) was een Britse econometrist en emeritus hoogleraar aan de Universiteit van Californië - San Diego. Samen met Robert Engle won hij in 2003 de Prijs van de Zweedse Rijksbank voor economie (de 'Nobelprijs voor de Economie').

## Levensloop

### Jonge jaren
Clive Granger werd geboren als de zoon van Edward John Granger en Evelyn Granger. Al vroeg in zijn jeugd verhuisde hij met zijn ouders naar Lincoln. Tijdens de Tweede Wereldoorlog verhuisde Granger met zijn moeder naar Cambridge, waar hij naar de plaatselijke basisschool ging. Hij begon hier ook met zijn middelbare school, maar zette deze voort in Nottingham toen zijn familie hier na de oorlog naartoe verhuisde. Tijdens zijn schoolperiode bleek Granger aanleg te hebben voor wiskunde, en met name toegepaste wiskunde.
Na de middelbare school ging Granger naar de Universiteit van Nottingham, alwaar hij economie en wiskunde studeerde. Al snel stapte hij volledig over op wiskunde. Na in 1955 zijn bachelor te hebben gehaald, bleef hij aan de universiteit om een Ph.D. te behalen in de statistiek. In 1956 werd Granger aangewezen als juniorleraar in statistieken aan de universiteit. Granger koos voor zijn proefschrift het onderwerp tijdreeksanalyse. In 1959 kreeg hij zijn Ph.D.

### Academisch leven
Granger bracht het academische jaar 1959-60 door aan de Universiteit van Princeton. Hij werd hier uitgenodigd door Oskar Morgenstern om deel te nemen aan een econometrisch onderzoeksproject. Granger werkte hier samen met Michio Hatanaka als assistent van John Tukey. Zij werkten aan een project om fouriertransformatie toe te passen op economische data. Aan het eind van zijn jaar bij Princeton, trouwde Granger met Lady Patricia. In 1964 publiceerde hij de resultaten van hun onderzoek in Princeton in een boek dat hij samen schreef met Hatanaka. Ook schreef hij in 1963 een artikel over "The typical spectral shape of an economic variable", dat in 1966 werd gepubliceerd in Econometrica. Zowel het boek als het artikel bleken van grote invloed bij het invoeren van nieuwe methodes. Granger werd hierna professor aan de Universiteit van Nottingham. Hier bleef hij in totaal 22 jaar werken. In 2005 werden de gebouwen van het Economisch en Geografisch departement op deze universiteit naar hem vernoemd.
In 1968 raakte Granger geïnteresseerd in voorspellen na het lezen van een boek van George Box en Gwilym Jenkins, Hij werkte aan dit onderwerp met zijn post-doctorale student Paul Newbold. De twee schreven samen een boek dat na zijn uitgave in 1977 een standaard referentiemateriaal werd bij voorspellen.
In 1974 verhuisde Granger naar de Universiteit van Californië - San Diego. In 1975 nam hij deel aan een comité van de United States Census Bureau.
Granger begeleidde veel Ph.D. studenten waaronder Mark Watson.
In 2003 werd Granger benoemd tot Knight Bachelor.
Granger heeft twee kinderen: Mark William John en Claire Amanda Jane.

## Publicaties
- Granger, C. W. J. (1966). The typical spectral shape of an economic variable. Econometrica 34: 150–161. DOI: 10.2307/1909859.
- Granger, C. W. J. (1969). Investigating causal relations by econometric models and cross-spectral methods. Econometrica 37: 424–438. DOI: 10.2307/1912791.
- Granger, C. W. J. and Bates, J. (1969). The combination of forecasts. Operations Research Quarterly 20: 451–468.
- Granger, C. W. J. and Hatanaka, M. (1964). Spectral Analysis of Economic Time Series. Princeton University Press, Princeton, NJ. ISBN 0-691-04177-6.
- Granger, C. W. J. and Joyeux, R. (1980). An introduction to long-memory time series models and fractional differencing. Journal of Time Series Analysis 1: 15–30. DOI: 10.1111/j.1467-9892.1980.tb00297.x.
- Granger, C. W. J. and Newbold, P. (1974). Spurious regressions in econometrics. Journal of Econometrics 2: 111–120. DOI: 10.1016/0304-4076(74)90034-7.
- Granger, C. W. J. and Newbold, P. (1977). Forecasting Economic Time Series. Academic Press; second edition: 1986.
- Engle, R. F. and Granger, C. W. J. (1987). Co-integration and error-correction: Representation, estimation and testing. Econometrica 55: 251–276. DOI: 10.2307/1913236.